# Bartramia strumosa
Bartramia strumosa är en bladmossart som beskrevs av Mitten 1869. Bartramia strumosa ingår i släktet äppelmossor, och familjen Bartramiaceae. Inga underarter finns listade i Catalogue of Life.